# Sokółki (Kowale Oleckie)
Sokółki (deutsch Sokolken, 1938 bis 1945 Halldorf) ist ein Dorf in der polnischen Woiwodschaft Ermland-Masuren und gehört zur Landgemeinde Kowale Oleckie (Kowahlen, 1938 bis 1945 Reimannswalde) im Powiat Olecki (Kreis Oletzko, 1933 bis 1945 Kreis Treuburg).

## Geographische Lage
Sokółki liegt im Nordosten der Woiwodschaft Ermland-Masuren, 16 Kilometer nordwestlich der Kreisstadt Olecko (Marggrabowa, 1928 bis 1945 Treuburg).

## Geschichte
Das damalige Dorf Sockollcken wurde am 29. Januar 1564 als Bauerndorf gegründet. Damals verschrieb Herzog Albrecht von Preußen durch Amtshauptmann  Lohrentz von Halle, auch Reinke genannt, dem Mareg Sokoll vier Hufen, 40 Hufen mit Zinsbauern zu besetzen.
Nach 1785 Sokollken und bis 1938 Sokolken genannt, wurde der Ort 1874 in den neu errichteten Amtsbezirk Statzen (polnisch Stacze) eingegliedert, der bis 1945 bestand und zum Kreis Oletzko – von 1933 bis 1945 „Kreis Treuburg“ genannt – im Regierungsbezirk Gumbinnen der preußischen Provinz Ostpreußen gehörte.
Im Jahre 1910 waren in Sokolken 516 Einwohner registriert. Ihre Zahl verringerte sich bis 1933 auf 424 und belief sich 1939 noch auf 366.
Aufgrund der Bestimmungen des Versailler Vertrags stimmte die Bevölkerung im Abstimmungsgebiet Allenstein, zu dem Sokolken gehörte, am 11. Juli 1920 über die weitere staatliche Zugehörigkeit zu Ostpreußen (und damit zu Deutschland) oder den Anschluss an Polen ab. In Sokolken stimmten 409 Einwohner für den Verbleib bei Ostpreußen, auf Polen entfiel keine Stimme.
Am 3. Juni (amtlich bestätigt am 16. Juli) des Jahres 1938 wurde Sokolken aus politisch-ideologischen Gründen der Abwehr fremdländisch klingender Ortsnamen in „Halldorf“ umbenannt. Sieben Jahre später kam das Dorf in Kriegsfolge mit dem gesamten südlichen Ostpreußen zu Polen und trägt seither die polnische Namensform „Sokółki“. Zwischen 1973 und 1976 war das Dorf Sitz der selbständigen Gmina Sokółki, ist heute Sitz eines Schulzenamtes (polnisch Sołectwo) und ein Ortsteil der Landgemeinde Kowale Oleckie im Powiat Olecki, vor 1998 der Woiwodschaft Suwałki, seitdem der Woiwodschaft Ermland-Masuren zugehörig.

## Kirche
Die vor 1945 überwiegend evangelische Bevölkerung Sokolkens resp. Halldorfs war in das Kirchspiel der Kirche in Czychen (1938 bis 1945: Bolken, polnisch Cichy) eingepfarrt, die zum Kirchenkreis Oletzko/Treuburg in der Kirchenprovinz Ostpreußen der Kirche der Altpreußischen Union gehörte. Die katholischen Kirchenglieder waren seinerzeit nach Marggrabowa (1928 bis 1945: Treuburg, polnisch Olecko) im Bistum Ermland hin orientiert.
Heute liegt Sokółki in der neu errichteten Pfarrgemeinde Cichy, deren ehemaliges evangelisches Gotteshaus heute katholische Pfarrkirche ist. Zu ihr gehört eine neu erbaute Filialkirche in Sokółki, die mit der Mutterkirche in eines der beiden Dekanate in Olecko im Bistum Ełk (Lyck) der Katholischen Kirche in Polen eingegliedert ist. Die Kirche in Sokółki trägt den Weihenamen des Maximilian Kolbe (Kościół św. Maksymiliana Kolbe). Hier lebende evangelische Kirchenglieder gehören zhur Kirchengemeinde in Gołdap (Goldap), einer Filialgemeinde der Pfarrei in Suwałki in der Diözese Masuren der Evangelisch-Augsburgischen Kirche in Polen.

## Schule
In Sokolken wurde 1924 ein neues Schulgebäude errichtet. Die Schule war zunächst einklassig, später dann zweiklassig.

## Verkehr
Sokółki war und ist an den Schienenverkehr nicht angeschlossen. Dafür führen drei Straßen in den Ort, von denen die Nebenstraße von Kowale Oleckie (Kowahlen, 1938 bis 1945 Reimannswalde) nach Dunajek (Duneyken, 1938 bis 1945 Duneiken) die bedeutendste ist, da sie die polnische Landesstraße DK 65 (einstige deutsche Reichsstraße 132) mit der Woiwodschaftsstraße DW 655 verbindet. Aus östlicher Richtung endet eine Nebenstraße von Stożne (Stoosznen, 1938 bis 1945 Stosnau) in Sokółki, aus westlicher Richtung eine von Czerwony Dwór (Rothebude) herkommend.